# Woda kokosowa

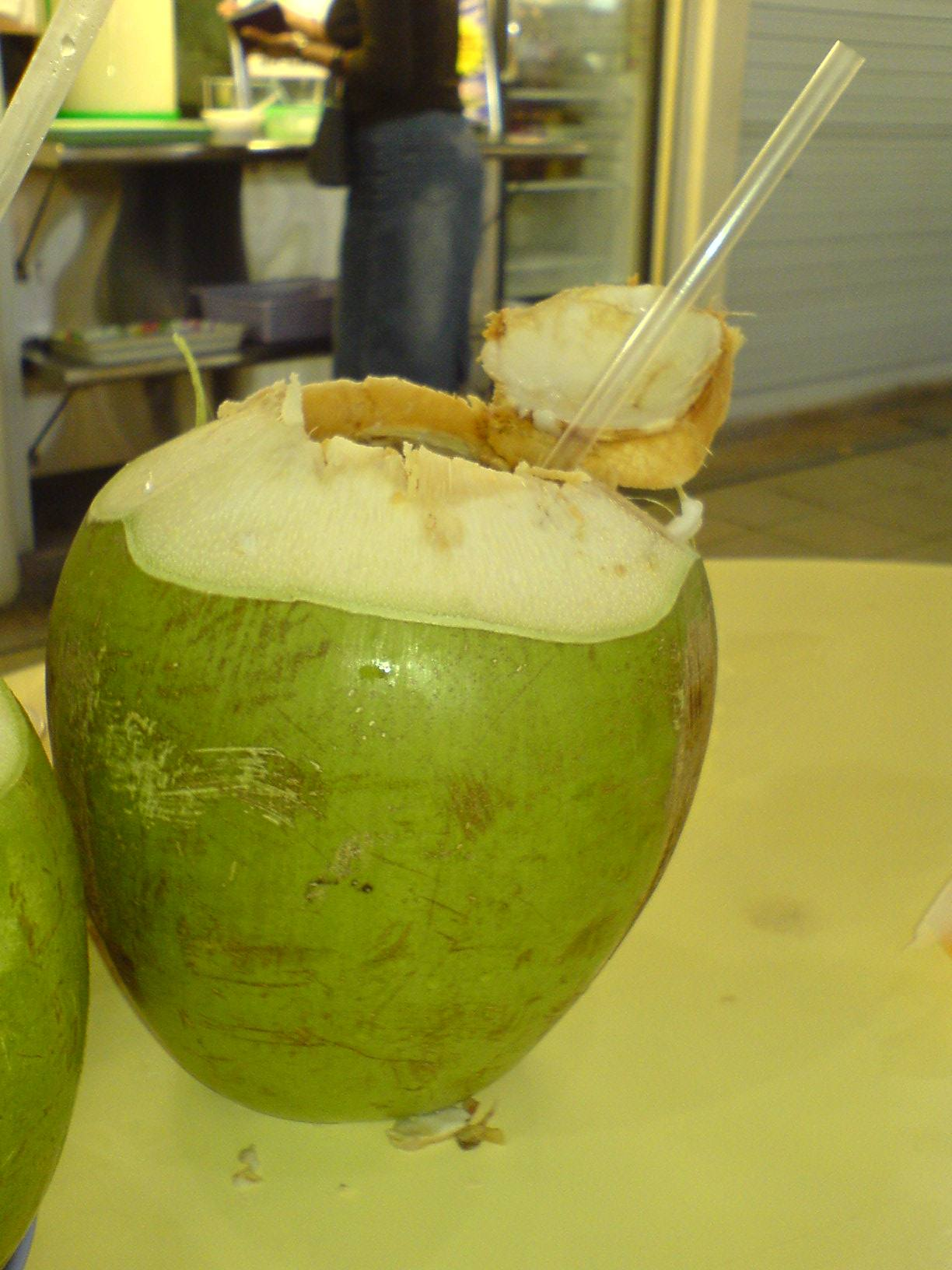
Młody kokos, przygotowany do spożycia

Woda kokosowa (ang. coconut water, coconut juice; hiszp. agua de coco; malajski air kelapa) – bielmo jądrowe młodych, niezupełnie dojrzałych owoców kokosa, mające postać przeważnie przezroczystego płynu, gotowego w tej postaci do spożycia i stanowiącego popularny napój w krajach o klimacie tropikalnym.
Owoc kokosa może zawierać od 200 ml do 1 litra wody. Do picia wybiera się owoce 5–7 miesięczne; u młodszych płyn jest gorzki i pozbawiony składników odżywczych, zaś owoce starsze zawierają mniej wody, a więcej miąższu.
Woda kokosowa różni się wyglądem i właściwościami od mleczka kokosowego, białego płynu otrzymywanego poprzez zalanie gorącą wodą miąższu występującego w bardziej rozwiniętych owocach. Woda kokosowa w odróżnieniu od mleczka kokosowego nie zawiera tłuszczów.
Zawiera dużo potasu, składników mineralnych i witamin i z tego względu zalecane jest dla sportowców. Optymalne proporcje glukozy i potasu sprawiają, że zalecany jest nawet rekonwalescentom. Łagodzi również skutki przedawkowania etanolu.
W niektórych krajach (również w Polsce) wodę kokosową wprowadzono do sprzedaży również w postaci butelkowanej i puszkowanej.

## Zastosowanie kulinarne
Woda kokosowa służy jako produkt wyjściowy do produkcji nata de coco i octu kokosowego.